# Gran Premio de Bélgica de Motociclismo de 1969
El Gran Premio de Bélgica de Motociclismo de 1969 fue la sexta prueba de la temporada 1969 del Campeonato Mundial de Motociclismo. El Gran Premio se disputó el 6 de julio de 1969 en el Circuito de Spa.

## Resultados 500cc
A pesar de que el Circuito Spa-Francorchamps tenía 14 kilómetros de recorrido, solo un piloto logró terminar en la misma vuelta que Giacomo Agostini en la carrera de 500cc. Ese piloto fue Percy Tait con su Triumph bastante anticuada. Este puesto le cayó debido a diferentes abandonos. El duelo por el tercer puesto estuvo entre Alan Barnett y Alberto Pagani, que cayó en manos del británico por el abandono del italiano.
| Pos.    | Piloto             | Moto                    | Tiempo     | Pts. |
| ------- | ------------------ | ----------------------- | ---------- | ---- |
| 1       | Giacomo Agostini   | MV Agusta               | 54' 18" 1  | 15   |
| 2       | Percy Tait         | Triumph                 | +4' 19"    | 12   |
| 3       | Alan Barnett       | Kirby Metisse-Matchless | +1 Vuelta  | 10   |
| 4       | Gyula Marsovszky   | LinTo                   | +1 Vuelta  | 8    |
| 5       | Ron Chandler       | Seeley                  | +1 Vuelta  | 6    |
| 6       | Robin Fitton       | Norton                  | +1 Vuelta  | 5    |
| 7       | Walter Scheimann   | GEFM Norton             | +1 Vuelta  | 4    |
| 8       | Dan Shorey         | Seeley                  | +1 Vuelta  | 3    |
| 9       | Karl Auer          | Matchless               | +1 Vuelta  | 2    |
| 10      | Tom Dickie         | Norton                  | +1 Vuelta  | 1    |
| 11      | Paul Eickelberg    | Norton                  | +1 Vuelta  |      |
| 12      | Lewis Young        | Norton                  | +1 Vuelta  |      |
| 13      | Theo Louwes        | Norton                  | +1 Vuelta  |      |
| 14      | Billy Andersson    | Crescent                | +2 Vueltas |      |
| 15      | Jim Curry          | Aermacchi               | +2 Vueltas |      |
| 16      | Serge Jamsin       | Norton                  |            |      |
| 17      | Guy Cooremans      | Norton                  |            |      |
| Ret     | Jack Findlay       | Matchless               | Ret        |      |
| Ret     | František Št'astný | Jawa                    | Ret        |      |
| Ret     | Kel Carruthers     | Aermacchi               | Ret        |      |
| Ret     | Angelo Bergamonti  | Paton                   | Ret        |      |
| Ret     | Eduard Lenz        | Matchless               | Ret        |      |
| Ret     | Godfrey Nash       | Norton                  |            |      |
| Ret     | Billie Nelson      | Paton                   | Ret        |      |
| Ret     | Maurice Hawthorne  | LinTo                   | Ret        |      |
| Ret     | John Dodds         | Seeley-URS              | Ret        |      |
| Ret     | Alberto Pagani     | LinTo                   | Ret        |      |
| Ret     | Bosse Granath      | Husqvarna               | Ret        |      |
| Fuente: |                    |                         |            |      |

## Resultados 250cc
En la carrera del cuarto de litro, Dieter Braun con su MZ RE 250 fue el primero en tomar el liderato pero Rodney Gould (Yamaha) y Santiago Herrero (OSSA) no le perdieron la pista. Posteriormente, Kel Carruthers asumió el liderazgo pero su Benelli falló varias veces y eso dejó en la lucha por el liderato a Herrero y Gould. Finalmente sería el español quien se llevaría la victoria, cosa que le daba más margen al frente de la clasificación general.
| Pos. | Piloto             | Moto      | Tiempo     | Pts. |
| ---- | ------------------ | --------- | ---------- | ---- |
| 1    | Santiago Herrero   | OSSA      | 35' 39" 1  | 15   |
| 2    | Rodney Gould       | Yamaha    | +0" 5      | 12   |
| 3    | Kelvin Carruthers  | Benelli   | +10" 4     | 10   |
| 4    | Kent Andersson     | Yamaha    | +1' 23" 5  | 8    |
| 5    | Jean Auréal        | Yamaha    | +2' 14" 1  | 6    |
| 6    | Eric Hinton        | Yamaha    | +2' 25" 1  | 5    |
| 7    | Jack Findlay       | Yamaha    | +2' 33"    | 4    |
| 8    | Lothar John        | Yamaha    | +2' 33" 4  | 3    |
| 9    | Dave Simmonds      | Kawasaki  | +3' 21" 9  | 2    |
| 10   | Gyula Marsovszky   | Yamaha    | +3' 37" 9  | 1    |
| 11   | Carlos Giró        | OSSA      | +3' 38" 7  |      |
| 12   | Christian Ravel    | Yamaha    | +3' 54" 5  |      |
| 13   | Siegfried Lohmann  | Suzuki    | +4' 26" 5  |      |
| 14   | Paul Eickelberg    | Aermacchi | +4' 56" 6  |      |
| 15   | Heinz Kriwanek     | Suzuki    | + 1 Vuelta |      |
| 16   | František Št'astný | Jawa      | + 1 Vuelta |      |
| 17   | Pierre Vigoni      | Yamaha    |            |      |
| Ret  | Heinz Rosner       | MZ        | Ret        |      |
| Ret  | Renzo Pasolini     | Benelli   | Ret        |      |
| Ret  | László Szabó       | MZ        | Ret        |      |

## Resultados 125cc
En 125 cc, Dave Simmonds fortaleció su posición de liderazgo. Cees van Dongen tuvo un mejor comienzo pero después de la primera vuelta, Simmonds ya abrió el camino sobre las Suzuki de Dieter Braun y Van Dongen. Después de algunas vueltas, Van Dongen decidió quedarse. El holandés quedó así tercero. Kent Andersson (Yamaha) terminó cuarto y ocupó en el subcampeonato provisional del campeonato mundial..
| Pos. | Piloto            | Moto      | Tiempo    | Pts. |
| ---- | ----------------- | --------- | --------- | ---- |
| 1    | Dave Simmonds     | Kawasaki  | 34' 24" 9 | 15   |
| 2    | Dieter Braun      | Suzuki    | +1" 7     | 12   |
| 3    | Cees van Dongen   | Suzuki    | +1' 14" 8 | 10   |
| 4    | Kent Andersson    | Yamaha    | +1' 58" 8 | 8    |
| 5    | Jan Huberts       | MZ        | +2' 34" 9 | 6    |
| 6    | Siegfried Lohmann | MZ        | +3' 36" 2 | 5    |
| 7    | Bosse Granath     | MZ        | +3' 59" 1 | 4    |
| 8    | Lothar John       | MZ        | +4' 05" 2 | 3    |
| 9    | Bob Coulter       | Bultaco   | +4' 24" 9 | 2    |
| 10   | Walter Scheimann  | Villa     | +4' 27" 5 | 1    |
| 11   | John Dodds        | Aermacchi | +4' 43" 4 |      |
| 12   | Brian Smith       | Honda     | +1 Vuelta |      |
| 13   | Bernard Hausel    | Yamaha    | +1 Vuelta |      |
| Ret  | Jean Auréal       | Yamaha    | Ret       |      |
| Ret  | Ángel Nieto       | Derbi     | Ret       |      |
| Ret  | Toni Gruber       | Maico     | Ret       |      |
| Ret  | Barry Smith       | Derbi     | Ret       |      |
| Ret  | Heinz Kriwanek    | Rotax     | Ret       |      |

## Resultados 50cc
En 50cc, Jan de Vries no siguió el consejo médico después de haber sufrido varios heridas graves por una caída en los entrenamientos. Aalt Toersen y Cees van Dongen fueron notablemente más lentos en los entrenamientos que Ángel Nieto y su Derbi. En la carrera, Jos Schurgers (Kreidler) comenzó el más rápido, seguido por Toersen (Van Veen-Kreidler) y Jan Huberts (Kreidler). Schurgers ya se había retirado después de la primera vuelta al igual que Ángel Nieto. Santiago Herrero (Derbi) ahora cabalgaba en cabeza frente a Aalt Toersen y Cees van Dongen. En la segunda vuelta, Barry Smith (Derbi) ya estaba en segundo lugar y Aalt Toersen ya estaba muy por detrás de él. En la quinta y última vuelta, Smith tomó el liderazgo de su compañero de equipo Herrero. Un movimiento táctico, ya que Smith era el mejor piloto de Derbi clasificado en el campeonato. Toersen limitó los daños al quedar tercero.
| Pos. | Piloto              | Moto     | Tiempo     | Pts. |
| ---- | ------------------- | -------- | ---------- | ---- |
| 1    | Barry Smith         | Derbi    | 23' 23" 2  | 15   |
| 2    | Santiago Herrero    | Derbi    | +6" 2      | 12   |
| 3    | Aalt Toersen        | Kreidler | +14"       | 10   |
| 4    | Cees van Dongen     | Kreidler | +34" 1     | 8    |
| 5    | Ludwig Fassbender   | Kreidler | +46" 1     | 6    |
| 6    | Martin Mijwaart     | Jamathi  | +57" 5     | 5    |
| 7    | Jan Huberts         | Kreidler | +1' 17" 5  | 4    |
| 8    | Adrijan Bernetič    | Tomos    | +2' 49" 3  | 3    |
| 9    | André Millard       | Kreidler | +3' 35" 3  | 2    |
| 10   | Jean-Louis Pasquier | Derbi    | +4' 17" 3  | 1    |
| 11   | Oronzo Memola       | Negrini  | +4' 25" 8  |      |
| 12   | François Moisson    | Kreidler | + 4'27"9   |      |
| 13   | Jacques Bernard     | Garelli  | + 5'35"    |      |
| 14   | Karl Gobel          | Kreidler | + 1 Vuelta |      |
| 15   | Bernard Hausel      | Kreidler | + 1 Vuelta |      |
| 16   | Gilberto Parlotti   | Tomos    | + 1 Vuelta |      |
| 17   | Yves Le Toumelin    | Derbi    | + 1 Vuelta |      |
| 18   | Eddy Delhaize       | Kreidler |            |      |
| Ret  | Jos Schurgers       | Kreidler | Ret        |      |
| Ret  | Paul Lodewijkx      | Jamathi  | Ret        |      |
| Ret  | Rudolf Kunz         | Kreidler | Ret        |      |
| Ret  | Ángel Nieto         | Derbi    | Ret        |      |
| DNS  | Jan de Vries        | Kreidler | DNS        |      |